# My Little Pony: A Amizade É Mágica (8.ª temporada)
A oitava temporada de My Little Pony: A Amizade É Mágica, uma série animada desenvolvida por Lauren Faust, originalmente exibido no canal Discovery Family nos Estados Unidos. A série é baseada na linha de brinquedos e animações homônimos, criada pela Hasbro, e muitas vezes é convocada por colecionadores para ser a quarta geração, ou "G4", da franquia My Little Pony. Esta temporada estreou nos Estados Unidos, no dia 24 de março de 2018 e terminou no dia 13 de outubro de 2018. No Brasil estreou no dia 2 de outubro de 2018 no Discovery Kids Play e no dia 7 de janeiro de 2019 no canal Discovery Kids, e terminou cedo no dia 8 de fevereiro de 2019.

## Desenvolvimento
A oitava temporada foi confirmada pela Hasbro, durante a apresentação da Toy Fair 2017, e inicialmente agendado para estrear na primavera de 2018 nos Estados Unidos, que contém 26 episódios, apresentado no Twitter. Em 25 de maio de 2017, Jim Miller confirmou que esta temporada estava em produção e começará a ser transmitida em algum momento de 2018. No mesmo dia, Michael Vogel implicou que ele escreveu alguns roteiros para a temporada. Durante webcast da Hasbro 2017 Investor Day, que foram apresentados a partir de 3 de agosto de 2017, que incluem uma imagem da "MY LITTLE PONY SERIES" de 2018, que mostra oito personagens: uma changeling, um pônei desconhecido, Applejack, Twilight Sparkle, uma iaque, Spike, Pinkie Pie e leitura de livros da Rainbow Dash - em um local. Uma cena animada da estreia da temporada foi exibido na convenção HASCON da Hasbro, que foi apresentado em 9 de setembro de 2017. Em dezembro de 2017, seis episódios inacabados da temporada, juntamente com uma versão atualizada da abertura, foram vazados por um hacker.
Em 8 de fevereiro de 2018, o comunicado da programação de março do canal Discovery Family afirma que nesta temporada, "os telespectadores testemunharão os principais marcos com a introdução dos pais da Starlight Glimmer e da estreia de grande atuação da princesa Celestia. Além disso, Twilight Sparkle, Rarity, Applejack, Pinkie Pie, Rainbow Dash e Fluttershy da Mane 6 são acompanhados por seis novas alunos criaturas, incluindo Ocellus, a changeling; Silverstream, o hipogrifo/pônei marinho; Smolder, a dragão; Gallus, o grifo; Yona, a iaque, e Sandbar, o pônei, juntando-se a eles em aventuras épicas em terras novas e familiares como Monte Aris, Floresta de Everfree, Las Pegasus e muito mais. Personagens favoritos dos fãs de Maud Pie, Spike, os Crusaders de Cutie Mark, Rainha Chrysalis e Discórdia retornam com histórias emocionantes e muita magia!"

## Elenco
- Princesa Twilight Sparkle: Voz de: Tara Strong (EUA), Voz de: Bianca Alencar (Brasil)
  - Voz de: Rebecca Shoichet (EUA), Voz de: Bianca Alencar (Brasil) (Voz cantante)
- Applejack: Voz de: Ashleigh Ball (EUA), Voz de: Samira Fernandes (Brasil)
- Pinkie Pie: Voz de: Andrea Libman (EUA), Voz de: Tatiane Keplmair (Brasil)
  - Voz de: Shannon Chan-Kent (EUA), Voz de: Andressa Andreatto (Brasil) (Voz cantante)
- Fluttershy: Voz de: Andrea Libman (EUA), Voz de: Priscila Ferreira (Brasil)
- Rainbow Dash: Voz de: Ashleigh Ball (EUA), Voz de: Sílvia Suzy (Brasil)
  - Voz de: Corina Sabbas (EUA), Voz de: Andressa Andreatto (Brasil) (Voz cantante)
- Rarity: Voz de: Tabitha St. Germain (EUA), Voz de: Priscila Franco (Brasil)
- Spike: Voz de: Cathy Weseluck (EUA), Voz de: Francisco Freitas (Brasil)
- Princesa Celestia: Voz de: Nicole Oliver (EUA), Voz de: Denise Reis (Brasil)
- Princesa Luna: Voz de: Tabitha St. Germain (EUA), Voz de: Letícia Quinto (Brasil)
- Princesa Cadance: Voz de: Britt McKillip (EUA), Voz de: Raquel Marinho (Brasil)
- Apple Boom: Voz de: Michelle Creber (EUA), Voz de: Isabella Guarnieri (Brasil)
- Sweetie Belle: Voz de: Claire Corlett (EUA), Voz de: Luciana Baroli (Brasil)
- Scootaloo: Voz de: Madeleine Peters (EUA), Voz de: Leila de Castro (Brasil)
- Starlight Glimmer: Voz de: Kelly Sheridan (EUA), Voz de: Maíra Paris (Brasil)
- Sunburst: Voz de: Ian Hanlin (EUA), Voz de: Glauco Marques (Brasil)
- Trixie Lulamoon: Voz de: Kathleen Barr (EUA), Voz de: Michelle Giudice (Brasil)
- Zecora: Voz de: Brenda Crichlow (EUA), Voz de: Adriana Pissardini (Brasil)
- Big McIntosh: Voz de: Peter New (EUA), Voz de: Tatá Guarnieri (Brasil)
- Vovó Smith: Voz de: Tabitha St. Germain (EUA), Voz de: Isaura Gomes (Brasil)
- Sugar Belle: Voz de: Rebecca Shoichet (EUA), Voz de: Flora Paulita (Brasil)
- Bon Bon: Voz de: Andrea Libman (EUA), Voz de: Andressa Andreatto (Brasil)
- Sra. Cake: Voz de: Tabitha St. Germain (EUA), Voz de: Suzete Piloto (Brasil)
- Discórdia: Voz de: John de Lancie (EUA), Voz de: César Marchetti (Brasil)
- Iron Will: Voz de: Trevor Devall (EUA), Voz de: Zeca Rodrigues (Brasil)
- Asno Azedo Zangado: Voz de: Richard Newman (EUA), ? (Brasil)
- Príncipe Rutherford: Voz de: Garry Chalk (EUA), Voz de: César Emílio (Brasil)
- Ember: Voz de: Ali Milner (EUA), Voz de: Marli Bortoletto (Brasil)
- Thorax: Voz de: Kyle Rideout (EUA), Voz de: Rodrigo Andreatto (Brasil)
- Vovô Gruff: Voz de: Richard Ian Cox (EUA), Voz de: Carlos Silveira (Brasil)
- Spitfire: Voz de: Kelly Metzger (EUA), Voz de: Fernanda Bullara (Brasil)
- Soarin: Voz de: Matt Hill (EUA), Voz de: Marco Aurélio Campos (Brasil)
- Gallus: Voz de: Gavin Langelo (EUA), Voz de: Ítalo Luiz (Brasil)
- Ocellus: Voz de: Devyn Dalton (EUA), Voz de: Luiza Porto (Brasil)
- Sandbar: Voz de: Vincent Tong (EUA), Voz de: Daniel Figueira (Brasil)
- Silverstream: Voz de: Lauren Jackson (EUA), Voz de: Jussara Marques (Brasil)
- Smolder: Voz de: Shannon Chan-Kent (EUA), Voz de: Sicilia Vidal (Brasil)
- Yona: Voz de: Katrina Salisbury (EUA), Voz de: Tarsila Amorim (Brasil)
- Autumn Blaze: Voz de: Rachel Bloom (EUA), Voz de: Angélica Santos (Brasil)
- Star Swirl, o Barbado: Voz de: Chris Britton (EUA), Voz de: Walter Cruz (Brasil)
- Rockhoof: Voz de: Matt Cowlrick (EUA), Voz de: Marco Antônio Abreu (Brasil)
- Mage Meadowbrook: Voz de: Mariee Devereux (EUA), Voz de: Shallana Costa (Brasil)
- Mistmane: Voz de: Ellen-Ray Hennessy (EUA), Voz de: Isaura Gomes (Brasil)
- Somnambula: Voz de: Murry Peeters (EUA), Voz de: Clarice Espíndola (Brasil)
- Flash Magnus: Voz de: Giles Panton (EUA), ? (Brasil)
- Professora Fossil: Voz de: Kelli Ogmundson (EUA), Voz de: Clarice Espíndola (Brasil)
- Reitor Neighsay: Voz de: Maurice LaMarche (EUA), Voz de: Wellington Lima (Brasil)
- Rainha Chrysalis: Voz de: Kathleen Barr (EUA), Voz de: Cecília Lemes (Brasil)
- Lorde Tirek: Voz de: Mark Acheson (EUA), Voz de: Marcelo Pissardini (Brasil)
- Cozy Glow: Voz de: Sunni Westbrook (EUA), Voz de: Ana Carolina Lotto (Brasil)
- Flim: Voz de: Sam Vincent (EUA), ? (Brasil)
- Flam: Voz de: Scott McNeil (EUA), Voz de: Marcelo Salsicha (Brasil)
- Lightning Dust: Voz de: Britt Irvin (EUA), Voz de: Kate Kelly Ricci (Brasil)
- Short Fuse: Voz de: Andrew McNee (EUA), ? (Brasil)
- Rolling Thunder: Voz de: Rhona Rees (EUA), ? (Brasil)
- Maud Pie: Voz de: Ingrid Nilson (EUA), Voz de: Letícia Bortoletto (Brasil)
- Limestone Pie: Voz de: Ingrid Nilson (EUA), Voz de: Shallana Costa (Brasil)
- Marble Pie: Voz de: Ingrid Nilson
- Jack Pot: Voz de: Alex Zahara (EUA), ? (Brasil)
- Big Bucks: Voz de: Tariq Leslie (EUA), Voz de: Mauro Ramos (Brasil)
- Fleetfoot: Voz de: Andrea Libman (EUA), Voz de: Mariana Zink (Brasil)
- Misty Fly: Voz de: Kelly Sheridan (EUA), ? (Brasil)
- Tia Applesauce: Voz de: Tabitha St. Germain (EUA), ? (Brasil)
- Apple Rose: Voz de: Ashleigh Ball (EUA), Voz de: Rosely Gonçalves (Brasil)
- Goldie Delicious: Voz de: Peter New (EUA), Voz de: Suzete Piloto (Brasil)
- On Stage: Voz de: Colin Murdock (EUA), Voz de: Mauro Ramos (Brasil)
- Raspberry Beret: Voz de: Tarsila Amorim (Brasil)
- Terramar: Voz de: Cole Howard (EUA), Voz de: Marcelo Campos (Brasil)
- Ocean Flow: Voz de: Advah Soudack (EUA), Voz de: Marli Bortoletto (Brasil)
- Sky Beak: Voz de: Brian Dobson (EUA), Voz de: Francisco Brêtas (Brasil)
- Sludge: Voz de: Dave Pettitt (EUA), Voz de: Júnior Nannetti (Brasil)
- Firelight: Voz de: Adam Reid (EUA), ? (Brasil)
- Stellar Flare: Voz de: Trish Pattendon (EUA), Voz de: Shallana Costa (Brasil)

## Transmissão
Na versão original, a primeira metade da oitava temporada estreou no dia 24 de março de 2018, no canal Discovery Family. A segunda metade da temporada estreou no dia 4 de agosto de 2018. Os episódios foram exibidos às 11:30 (UTC−5). A temporada terminou no dia 13 de outubro de 2018.
No Brasil, o site Notícias da TV Brasileira anunciou que a estreia da 8ª temporada aconteceria no dia 10 de setembro de 2018, no canal Discovery Kids. Fora que foi desmentido que não aconteceu oficialmente a estreia dessa temporada no canal e tudo não se passou de uma Fake News.
Em outros países, foi exibido os 26 episódios da temporada com dublagem brasileira no dia 14 de dezembro de 2018, na Netflix. No Brasil, foi exibido no dia 1 de setembro de 2019, na Netflix apenas pulando a 6ª e 7ª temporada na plataforma, isso explicou o fato porque havia pulado e era disponível em outros países mesmo com dublagem brasileira.
A temporada finalmente estreou no dia 7 de janeiro de 2019 às 14:25 e terminou as pressas no dia 8 de fevereiro, no Discovery Kids.

## Episódios
Esta temporada contém 26 episódios, cada um tendo aproximadamente 22 minutos.
| # | #  | Título                                                           | Dirigido por          | Escrito por                     | Exibição original                             | Código | Audiência (em milhões) |
| --- | -- | ---------------------------------------------------------------- | --------------------- | ------------------------------- | --------------------------------------------- | ------ | ---------------------- |
| 170 | 1  | "Confusão na Escola (BR)" (Parte 1) "School Daze" (Part 1)       | Denny Lu e Mike Myhre | Michael Vogel e Nicole Dubuc    | 24 de março de 2018 7 de janeiro de 2019      | 801    | N/A                    |
| Quando o Mapa da Amizade aumenta para refletir o mundo além de Equestria, as Mane Six percebem que precisam ir mais longe para espalhar sua mensagem. Felizmente, Twilight já sabe o que fazer: abrir uma Escola de Amizade! |    |                                                                  |                       |                                 |                                               |        |                        |
| 171 | 2  | "Confusão na Escola (BR)" (Parte 2) "School Daze" (Part 2)       | Denny Lu e Mike Myhre | Michael Vogel e Nicole Dubuc    | 24 de março de 2018 8 de janeiro de 2019      | 802    | N/A                    |
| Quando a Escola de Amizade é fechada, Twilight Sparkle precisa reunir seus alunos, inspirar os amigos e burlar as regras para defender o que sabe ser certo: todas as criaturas merecem aprender o valor da amizade.         |    |                                                                  |                       |                                 |                                               |        |                        |
| 172 | 3  | "O Par da Maud (BR)" "The Maud Couple"                           | Denny Lu e Mike Myhre | Nick Confalone                  | 31 de março de 2018 9 de janeiro de 2019      | 803    | N/A                    |
| A amizade de Pinkie Pie com sua irmã e melhor amiga é abalada quando Maud começa a namorar um garoto que Pinkie não consegue suportar.                                                                                       |    |                                                                  |                       |                                 |                                               |        |                        |
| 173 | 4  | "Finja Até Convencer (BR)" "Fake It Til You Make It"             | Denny Lu e Mike Myhre | Josh Hamilton                   | 7 de abril de 2018 10 de janeiro de 2019      | 804    | N/A                    |
| Fluttershy é a única pônei que pode cuidar da butique Manehattan na ausência de Rarity. Ela assume várias personalidades para lidar com a clientela, mas descobre que é perfeita para o trabalho sendo apenas ela mesma.     |    |                                                                  |                       |                                 |                                               |        |                        |
| 174 | 5  | "Vovós à Solta (BR)" "Grannies Gone Wild"                        | Denny Lu e Mike Myhre | Gillian M. Berrow               | 14 de abril de 2018 11 de janeiro de 2019     | 805    | N/A                    |
| Quando Vovó Smith e suas amigas vão a Las Pegasus, Rainbow Dash decide acompanhá-las para poder andar na melhor montanha-russa do mundo antes que seja fechada.                                                              |    |                                                                  |                       |                                 |                                               |        |                        |
| 175 | 6  | "Mar e/ou Terra (BR)" "Surf and/or Turf"                         | Denny Lu e Mike Myhre | Brian Hohlfeld                  | 21 de abril de 2018 14 de janeiro de 2019     | 806    | N/A                    |
| As Cutie Mark Crusaders tentam ajudar um jovem hipogrifo a descobrir qual é o seu lugar no mundo. Ele tem parentes no Monte Aris e primos que são pôneis do mar em Seaquestria, mas não consegue decidir onde quer morar.    |    |                                                                  |                       |                                 |                                               |        |                        |
| 176 | 7  | "Uma Peça Hípica (BR)" "Horse Play"                              | Denny Lu e Mike Myhre | Kaita Mpambra                   | 28 de abril de 2018 15 de janeiro de 2019     | 807    | N/A                    |
| A Princesa Celéstia sempre sonhou em ser atriz em uma peça de teatro. Mas quando a seleciona para uma produção, Twilight Sparkle descobre que o talento de Celéstia não está nos palcos.                                     |    |                                                                  |                       |                                 |                                               |        |                        |
| 177 | 8  | "O Mapa dos Pais (BR)" "The Parent Map"                          | Denny Lu e Mike Myhre | Dave Rapp                       | 5 de maio de 2018 16 de janeiro de 2019       | 808    | N/A                    |
| Starlight e Sunburst não visitam seus pais há muito tempo. Quando ambas são chamadas pelo mapa para ir até sua cidade natal, elas descobrem que seus pais estão ligados ao problema de amizade que elas precisam resolver.   |    |                                                                  |                       |                                 |                                               |        |                        |
| 178 | 9  | "Cláusula de Não-Concorrência (BR)" "Non-Compete Clause"         | Denny Lu e Mike Myhre | Kim Beyer-Johnson               | 12 de maio de 2018 17 de janeiro de 2019      | 809    | N/A                    |
| Applejack e Rainbow Dash levam os alunos da Escola de Amizade em uma saída de campo para aprenderem a trabalhar em equipe. Mas acidentalmente, a aula ao ar livre mostra como não trabalhar em grupo.                        |    |                                                                  |                       |                                 |                                               |        |                        |
| 179 | 10 | "Detalhes da Separação (BR)" "The Break Up Breakdown"            | Denny Lu e Mike Myhre | Nick Confalone                  | 19 de maio de 2018 18 de janeiro de 2019      | 810    | N/A                    |
| No Dia dos Cascos e Corações, Big Mac pretende ter um encontro romântico com Sugar Belle, mas tem uma surpresa desagradável quando ouve alguém dizer à Senhora Cake que ela pretende terminar com ele.                       |    |                                                                  |                       |                                 |                                               |        |                        |
| 180 | 11 | "A Muda (BR)" "Molt Down"                                        | Denny Lu e Mike Myhre | Josh Haber                      | 26 de maio de 2018 21 de janeiro de 2019      | 811    | N/A                    |
| O dragão Spike sofre com uma série de sintomas bizarros, conhecida como a “muda”. Smolder explica a Spike que um constrangedor efeito colateral também obriga a família de um dragão nessas condições a expulsá-lo de casa!  |    |                                                                  |                       |                                 |                                               |        |                        |
| 181 | 12 | "Marcas por Esforço (BR)" "Marks for Effort"                     | Denny Lu e Mike Myhre | Nicole Dubuc                    | 2 de junho de 2018 22 de janeiro de 2019      | 812    | N/A                    |
| As Cutie Mark Crusaders tentam convencer Twilight a deixá-las entrar na Escola de Amizade, apesar de ser evidente que elas já dominam o assunto.                                                                             |    |                                                                  |                       |                                 |                                               |        |                        |
| 182 | 13 | "As 6 Malvadas (BR)" "The Mean 6"                                | Denny Lu e Mike Myhre | Michael Vogel                   | 9 de junho de 2018 23 de janeiro de 2019      | 813    | N/A                    |
| A Rainha Chrysalis retorna, pronta para executar sua vingança. |    |                                                                  |                       |                                 |                                               |        |                        |
| 183 | 14 | "Uma Questão de Direção (BR)" "A Matter of Principals"           | Denny Lu e Mike Myhre | Nicole Dubuc                    | 4 de agosto de 2018 24 de janeiro de 2019     | 814    | N/A                    |
| Quando Twilight Sparkle encarrega Starlight de dirigir a Escola de Amizade, Discórdia fica frustrado por não ter sido escolhido para o trabalho e faz de tudo para sabotar os esforços de Starlight.                         |    |                                                                  |                       |                                 |                                               |        |                        |
| 184 | 15 | "O Clube da Lareira Calorosa (BR)" "The Hearth's Warming Club"   | Denny Lu e Mike Myhre | Brian Hohlfeld                  | 4 de agosto de 2018 25 de janeiro de 2019     | 815    | N/A                    |
| Uma brincadeira que acaba mal estraga os preparativos de um evento especial. Enquanto Twilight tenta descobrir qual de seus alunos é o responsável, eles compartilham lembranças de casa.                                    |    |                                                                  |                       |                                 |                                               |        |                        |
| 185 | 16 | "A Universidade da Amizade (BR)" "Friendship University"         | Denny Lu e Mike Myhre | Chris "Doc" Wyatt e Kevin Burke | 11 de agosto de 2018 28 de janeiro de 2019    | 816    | N/A                    |
| Quando Twilight descobre que existe outra Escola de Amizade, ela e Rarity decidem investigar. Elas ficam surpresas quando descobrem que o ídolo de Twilight e Pilar da Antiga Equestria frequenta a Universidade de Amizade. |    |                                                                  |                       |                                 |                                               |        |                        |
| 186 | 17 | "O Fim da Amizade (BR)" "The End in Friend"                      | Denny Lu e Mike Myhre | Gillian M. Berrow               | 18 de agosto de 2018 29 de janeiro de 2019    | 817    | N/A                    |
| Rarity e Rainbow Dash começam a questionar por que são amigas se não conseguem encontrar nada em comum. |    |                                                                  |                       |                                 |                                               |        |                        |
| 187 | 18 | "Iaque-Xofone (BR)" "Yakity-Sax"                                 | Denny Lu e Mike Myhre | Michael P. Fox e Wil Fox        | 25 de agosto de 2018 30 de janeiro de 2019    | 818    | N/A                    |
| Pinkie Pie se apaixona por um novo hobby: tocar o Zenithrash. Mas quando suas amigas não a apoiam por sua falta de habilidade, uma série de eventos pode levar Pinkie Pie a deixar Ponyville para sempre.                    |    |                                                                  |                       |                                 |                                               |        |                        |
| 188 | 19 | "A Estrada Para A Amizade (BR)" "On the Road to Friendship"      | Denny Lu e Mike Myhre | Josh Haber                      | 1 de setembro de 2018 31 de janeiro de 2019   | 819    | N/A                    |
| Trixie é convidada a apresentar seu show de mágica em uma terra distante - e não consegue pensar em ninguém melhor para acompanhá-la que sua fiel e poderosa assistente, Starlight. Mas a viagem coloca sua amizade à prova. |    |                                                                  |                       |                                 |                                               |        |                        |
| 189 | 20 | "Os Abusados (BR)" "The Washouts"                                | Denny Lu e Mike Myhre | Nick Confalone                  | 8 de setembro de 2018 1 de fevereiro de 2019  | 820    | N/A                    |
| Quando Scootaloo se apaixona por um grupo de pôneis artistas que viaja apresentando seus números, Rainbow Dash teme pela sua segurança e acredita que os dias de Scootaloo como sua fã número um terminaram.                 |    |                                                                  |                       |                                 |                                               |        |                        |
| 190 | 21 | "Rockhoof e Um Lugar Difícil (BR)" "A Rockhoof and a Hard Place" | Denny Lu e Mike Myhre | Kaita Mpambara                  | 15 de setembro de 2018 4 de fevereiro de 2019 | 821    | N/A                    |
| Quando Rockhoof, um pilar heroico do passado, tem dificuldade para se adaptar ao mundo moderno, Twilight e suas amigas o ajudam a encontrar um novo propósito.                                                               |    |                                                                  |                       |                                 |                                               |        |                        |
| 191 | 22 | "Por Baixo da Árvore (BR)" "What Lies Beneath"                   | Denny Lu e Mike Myhre | Michael Vogel                   | 22 de setembro de 2018 5 de fevereiro de 2019 | 822    | N/A                    |
| Enquanto os alunos da Escola de Amizade de Twilight estão estudando para a prova de "História da Magia em Equestria' na biblioteca, descobrem uma ala nova que nenhum pônei conhecia.                                        |    |                                                                  |                       |                                 |                                               |        |                        |
| 192 | 23 | "Sons do Silêncio (BR)" "Sounds of Silence"                      | Denny Lu e Mike Myhre | Gregory Bonsignore              | 29 de setembro de 2018 6 de fevereiro de 2019 | 823    | N/A                    |
| Fluttershy e Applejack viajam para a fronteira do Mapa da Amizade para ajudar um grupo de pôneis chamado Qirin. Eles têm tanto medo de magoar os sentimentos uns dos outros que tomaram uma poção do silêncio.               |    |                                                                  |                       |                                 |                                               |        |                        |
| 193 | 24 | "'Papai Sabe Tudo (BR)" "Father Knows Beast"                     | Denny Lu e Mike Myhre | Josh Haber                      | 6 de outubro de 2018 7 de fevereiro de 2019   | 824    | N/A                    |
| Spike se encanta com um dragão que chega a Ponnyville e alega ser o pai dele. |    |                                                                  |                       |                                 |                                               |        |                        |
| 194 | 25 | "Escola Arrasada (BR)" (Parte 1) "School Raze" (Part 1)          | Denny Lu e Mike Myhre | Nicole Dubuc                    | 13 de outubro de 2018 8 de fevereiro de 2019  | 825    | N/A                    |
| Alguma coisa estranha acontece com a magia em Equestria. Twilight Sparkle e seus amigos vão fazer de tudo para desvendar o mistério.                                                                                         |    |                                                                  |                       |                                 |                                               |        |                        |
| 195 | 26 | "Escola Arrasada (BR)" (Parte 2) "School Raze" (Part 2)          | Denny Lu e Mike Myhre | Josh Haber                      | 13 de outubro de 2018 8 de fevereiro de 2019  | 826    | N/A                    |
| Com a trama para tomar a Escola de Amizade a todo vapor, as Cutie Mark Crusaders precisam salvar o dia. Será que vão conseguir?                                                                                              |    |                                                                  |                       |                                 |                                               |        |                        |